# اندیس قلعه ناز
قلعه ناز یک اندیس فلزی است که در حوالی شهر مرزن آباد استان تهران قرار دارد و مادهٔ معدنی موجود در آن، مس و منگنز است. و دیرینگی آن به دوران سن  می‌رسد. 